# Fasti Senatorii et Consulares Bruxellenses
Fasti Senatorii et Consulares Bruxellenses est un manuscrit rehaussé d'armoiries, composé en latin et en néerlandais à la fin du XVIIIe siècle qui présente, année par année, les noms des bourgmestres et échevins de Bruxelles de 1250 à 1794. Il est conservé aux Archives de la Ville de Bruxelles sous la cote 3366bis. Il a été édité en fac-simile en 2011.